# Sihanoukville
Sihanoukville, também conhecida como Kampong Som é uma cidade do Cambodja com o estatuto de província, localizada no sul do país, junto ao golfo da Tailândia.
Foi fundada em 1964, para ser o único porto de águas profundas no Cambodja. Recebeu o nome em homenagem a Sua Alteza Norodom Sihanouk, o pai do atual rei Norodom Sihamoni.
Está dividida em três distritos:
- Mittakpheap
- Prey Nob
- Stueng Hav

## Cidades irmãs
- Seattle, Estados Unidos
- Miami, Estados Unidos